# 1000-km-Rennen von Katalonien 2009

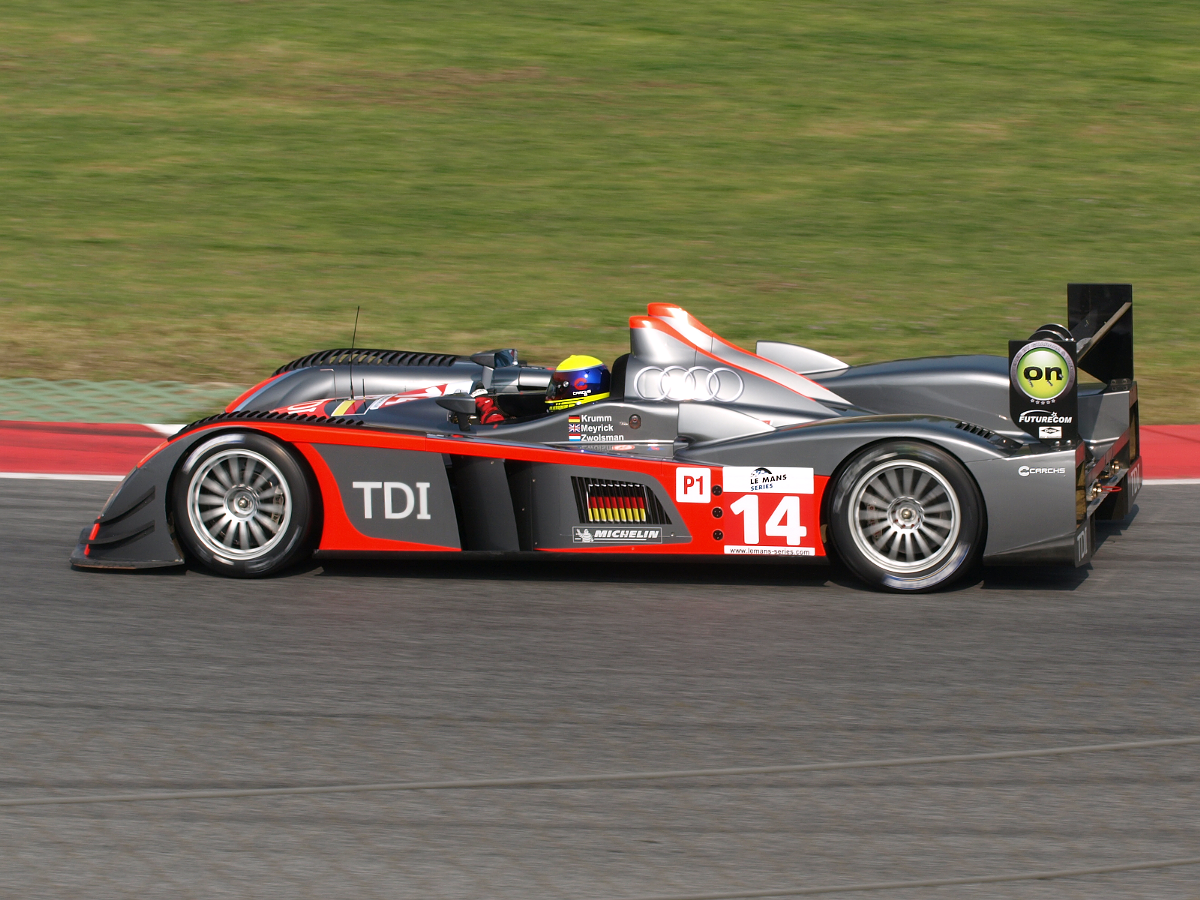
Der Kolles-Audi R10 TDI von Andrew Meyrick, Michael Krumm und Charles Zwolsman junior

Das 1000-km-Rennen von Katalonien 2009, auch 1000 Km de Catalunya (Le Mans Series), Circuit de Catalunya, Barcelona, fand am 5. April auf dem Circuit de Barcelona-Catalunya statt und war der erste Wertungslauf der Le Mans Series dieses Jahres.

## Das Rennen
Die erste Pole-Position des Jahres fuhr Danny Watts im neuen Ginetta-Zytek GZ09S heraus. Mit einer Rundenzeit von 1:32,492 Minuten war er eine halbe Sekunde schneller als Darren Turner im Lola Aston Martin DBR1. 
Stefan Mücke im zweiten Lola Aston Martin DBR1 und Andrea Belicchi im Lola B08/60 überholten beim Rennstart Peter Hardman im Ginetta-Zytek noch vor der ersten Kurve. 30 Minuten später kam es zu einer  Kollision zwischen Michael Krumm im Audi R10 TDI und dem Courage-Oreca LC70-Fahrer Pierre Ragues. Krumm verliert mehrere Runden durch den folgenden Reifenschaden und Boxenstopp. Zudem muss das Safety Car auf die Strecke. Bis zur vierten Rennstunde führten  Jean-Christophe Boullion und Christophe Tinseau im Pescarolo 01 Evo die einen Vorsprung von 30 Sekunden gegenüber das Trio Tomáš Enge/Stefan Mücke/Jan Charouz herausfahren konnten. Allerdings muss in der letzten Stunde erneut das Safety Car auf die Strecke, nachdem sich der bislang Drittplatzierte Miguel Ramos im Lola Aston Marton drehte und nicht mehr weiterfahren konnte. Vor der erneuten Freigabe, 30 Minuten vor Rennende, trennt Mücke und Tinseau lediglich vier Sekunden. Später kam Mücke an Tinseau vorbei und gab Führung bis zum Rennende nicht mehr ab.

## Ergebnisse

### Schlussklassement
| 1           | LMP1 | 007 | Aston Martin Racing          | Stefan Mücke Jan Charouz Tomáš Enge                  | Lola Aston Martin DBR1      | 209 |
| 2           | LMP1 | 16  | Pescarolo Sport              | Jean-Christophe Boullion Christophe Tinseau          | Pescarolo 01 Evo            | 209 |
| 3           | LMP1 | 10  | Team Oreca Matmut AIM        | Bruno Senna Stéphane Ortelli                         | Courage-Oreca LC70          | 206 |
| 4           | LMP1 | 12  | Signature Plus               | Franck Mailleux Pierre Ragues                        | Courage-Oreca LC70          | 206 |
| 5           | LMP1 | 23  | Strakka Racing               | Peter Hardman Nick Leventis Danny Watts              | Ginetta-Zytek GZ09S         | 205 |
| 6           | LMP1 | 17  | Pescarolo Sport              | Bruce Jouanny João Barbosa                           | Pescarolo 01                | 203 |
| 7           | LMP2 | 30  | Racing Box                   | Andrea Piccini Matteo Bobbi Thomas Biagi             | Lola B08/80                 | 201 |
| 8           | LMP2 | 40  | Quifel ASM Team              | Olivier Pla Miguel Amaral                            | Ginetta-Zytek GZ09S/2       | 201 |
| 9           | LMP2 | 29  | Racing Box                   | Filippo Francioni Andrea Ceccato Giacomo Piccini     | Lola B08/80                 | 195 |
| 10          | LMP2 | 26  | Bruichladdich Bruneau        | Stuart Moseley Pierre Bruneau Nigel Greensall        | Radical SR9                 | 193 |
| 11          | LMP2 | 35  | Oak Racing                   | Karim Ajlani Matthieu Lahaye                         | Pescarolo 01                | 190 |
| 12          | LMP2 | 24  | Oak Racing                   | Jacques Nicolet Richard Hein                         | Pescarolo 01                | 190 |
| 13          | GT1  | 55  | IPB Spartak Racing           | Peter Kox Roman Rusinov                              | Lamborghini Murciélago R-GT | 189 |
| 14          | GT2  | 77  | Team Felbermayr Proton       | Marc Lieb Richard Lietz                              | Porsche 997 GT3 RSR         | 187 |
| 15          | GT1  | 72  | Luc Alphand Aventures        | Patrice Goueslard Luc Alphand Yann Clairay           | Chevrolet Corvette C6.R     | 187 |
| 16          | GT2  | 92  | JMW Motorsport               | Gianmaria Bruni Rob Bell                             | Ferrari F430 GTC            | 186 |
| 17          | GT2  | 89  | Hankook – Team Farnbacher    | Christian Montanari Allan Simonsen                   | Ferrari F430 GTC            | 185 |
| 18          | GT2  | 90  | FBR                          | Pierre Ehret Anthony Beltoise                        | Ferrari F430 GTC            | 185 |
| 19          | GT2  | 84  | Team Modena                  | Leo Mansell Antonio García                           | Ferrari F430 GTC            | 185 |
| 20          | LMP2 | 33  | Speedy Racing Team Sebah     | Xavier Pompidou Jonny Kane                           | Lola B08/80                 | 184 |
| 21          | GT2  | 99  | JMB Racing                   | Romain Iannetta John Hartshorne Johan-Boris Scheier  | Ferrari F430 GTC            | 184 |
| 22          | GT1  | 50  | Larbre Compétition           | Roland Bervillé Sébastien Dumez Steve Zacchia        | Saleen S7R                  | 184 |
| 23          | GT2  | 88  | Team Felbermayr Proton       | Christian Ried Horst Felbermayr junior               | Porsche 997 GT3 RSR         | 182 |
| 24          | GT2  | 87  | Drayson Racing               | Jonathan Cocker Paul Drayson                         | Aston Martin V8 Vantage GT2 | 181 |
| 25          | GT2  | 96  | Virgo Motorsport             | Michael Vergers Sean McInerney Michael McInerney     | Ferrari F430 GTC            | 181 |
| 26          | LMP2 | 13  | Speedy Racing Team Sebah     | Marcel Fässler Nicolas Prost Andrea Belicchi         | Lola B08/80                 | 180 |
| 27          | LMP1 | 14  | Kolles                       | Andrew Meyrick Michael Krumm Charles Zwolsman junior | Audi R10 TDI                | 179 |
| 28          | LMP2 | 41  | G.A.C. Racing Team           | Philipp Peter Claude-Yves Gosselin Karim Ojjeh       | Zytek 07S/2                 | 179 |
| 29          | GT2  | 81  | Easyrace                     | Giampaolo Tenchini Maurice Basso Roberto Plati       | Ferrari F430 GTC            | 175 |
| 30          | LMP2 | 37  | WR Salini                    | Tristan Gommendy Philippe Salini Stéphane Salini     | WR LMP 2008                 | 163 |
| Ausgefallen |      |     |                              |                                                      |                             |     |
| 31          | LMP1 | 009 | Aston Martin Racing          | Darren Turner Miguel Ramos Harold Primat             | Lola Aston Martin DBR1      | 181 |
| 32          | LMP1 | 15  | Kolles                       | Christijan Albers Christian Bakkerud                 | Audi R10 TDI                | 153 |
| 33          | GT1  | 51  | ARC Bratislava Kaneko Racing | Sean Edwards Miroslav Konôpka Paul Daniels           | Saleen S7R                  | 139 |
| 34          | LMP2 | 39  | KSM                          | Hideki Noda Francesco Sini Matthew Marsh             | Lola B07/46                 | 133 |
| 35          | LMP2 | 38  | Pegasus Racing               | Julien Schell Philippe Thirion                       | Courage-Oreca LC75          | 118 |
| 36          | LMP2 | 28  | Ibanez Racing Service        | William Cavailhes José Ibanez Frédéric Da Rocha      | Courage LC75                | 116 |
| 37          | GT2  | 76  | IMSA Performance Matmut      | Patrick Pilet Raymond Narac                          | Porsche 997 GT3 RSR         | 115 |
| 38          | LMP1 | 11  | Team Oreca Matmut AIM        | Nicolas Lapierre Olivier Panis                       | Oreca 01                    | 108 |
| 39          | GT2  | 91  | FBR                          | Andrea Montermini Giacomo Petrobelli Gabrio Rosa     | Ferrari F430 GTC            | 106 |
| 40          | LMP2 | 43  | Q8 Oils Hache Team           | Enrico Moncada Máximo Cortés Nil Montserrat          | Lucchini LMP2-08            | 98  |
| 41          | LMP2 | 25  | RML                          | Thomas Erdos Mike Newton                             | Lola B08/80                 | 82  |
| 42          | LMP2 | 42  | Ranieri Randaccio            | Ranieri Randaccio Raffaele Giammaria                 | Lucchini LMP2-08            | 17  |
| 43          | GT2  | 85  | Snoras Spyker Squadron       | Tom Coronel Benjamin Leuenberger                     | Spyker C8 Laviolette GT2-R  | 6   |

### Nur in der Meldeliste
Hier finden sich Teams, Fahrer und Fahrzeuge, die ursprünglich für das Rennen gemeldet waren, aber aus den unterschiedlichsten Gründen daran nicht teilnahmen.
| Pos. | Klasse | Nr. | Team                | Fahrer                                        | Chassis                    |
| ---- | ------ | --- | ------------------- | --------------------------------------------- | -------------------------- |
| 44   | LMP1   | 22  | Team LNT            |                                               | Ginetta-Zytek GZ09S        |
| 45   | LMP2   | 32  | Team Barazi Epsilon | Juan Barazi                                   | Zytek 07S                  |
| 46   | GT2    | 79  | Reiter Engineering  | Christophe Bouchut Albert von Thurn und Taxis | Lamborghini Gallardo LP560 |

### Klassensieger
| Klasse | Fahrer         | Fahrer        | Fahrer       | Fahrzeug                    | Platzierung im Gesamtklassement |
| ------ | -------------- | ------------- | ------------ | --------------------------- | ------------------------------- |
| LMP1   | Stefan Mücke   | Jan Charouz   | Tomáš Enge   | Lola Aston Martin DBR1      | Gesamtsieg                      |
| LMP2   | Andrea Piccini | Matteo Bobbi  | Thomas Biagi | Lola B08/80                 | Rang 7                          |
| GT1    | Peter Kox      | Roman Rusinov |              | Lamborghini Murciélago R-GT | Rang 13                         |
| GT2    | Marc Lieb      | Richard Lietz |              | Porsche 997 GT3 RSR         | Rang 14                         |

### Renndaten
- Gemeldet: 46
- Gestartet: 43
- Gewertet: 30
- Rennklassen: 4
- Zuschauer: 23.000
- Wetter am Renntag: warm und trocken
- Streckenlänge: 4,665 km
- Fahrzeit des Siegerteams: 6:00:05,674 Stunden
- Gesamtrunden des Siegerteams: 209
- Gesamtdistanz des Siegerteams: 974,985 km
- Siegerschnitt: 162,107 km/h
- Pole Position: Danny Watts – Ginetta-Zytek GZ09S (#23) – 1:32,492 = 181,183 km/h
- Schnellste Rennrunde: Jan Charouz – Lola Aston Martin DBR1 (#007) – 1:34,094 = 178,098 km/h
- Rennserie: 1. Lauf zur Le Mans Series 2009